# Jesper Petersen
 Der er flere personer med dette navn, se Jesper Petersen (flertydig).
Jesper Petersen (født 25. august 1981) er en dansk politiker, der siden 2021 er uddannelses- og forskningsminister. Han er medlem af Folketinget for Socialdemokratiet og var partiets politiske ordfører 2019-2021. Siden 2. november 2022, hvor statsminister Mette Frederiksen overdrog regeringens afskedsbegæring til Dronningen, har han virket som fungerende uddannelses- og forskningsminister.
Tidligere var Petersen medlem af Folketinget for Socialistisk Folkeparti og dette partis politiske ordfører 2011-2013. Han er også tidligere næstformand for SF. Petersen skiftede parti fra SF til Socialdemokratiet i 2013.
Jesper Petersen er født og opvokset i Hammelev ved Vojens og blev student fra Haderslev Katedralskole i 2000. I 2007 blev han bachelor i statskundskab fra Københavns Universitet. Fra 2000 til 2001 arbejdede han som lærervikar i Vojens Kommune og har desuden arbejdet for Center for Ungdomsforskning.
Privat er Jesper Petersen bosiddende på Vesterbro i København med sin kæreste og deres søn.

## Politisk karriere
Det politiske engagement begyndte i 1997 som aktiv i Socialistisk Folkepartis Ungdoms lokalafdeling i Vojens/Haderslev. I 1998 blev Jesper Petersen valgt til SFUs landsledelse, og fra 2004 til 2006 var han landsformand for SFU. Han var første gang i 2001 opstillet til Folketinget for SF. 
Jesper Petersen blev valgt til Folketinget for Socialistisk Folkeparti i Sønderborgkredsen (Sydjyllands Storkreds) ved valget i 2007 og var fra valget 2011 sit partis politiske ordfører. På grund af uenigheder om den politiske kurs forlod Jesper Petersen 19. marts 2013 SF og meldte sig ind hos Socialdemokraterne. Han tog sit mandat med sig og ændrede dermed styrkeforholdet mellem SF og S.
Siden 2021 har han været uddannelses- og forskningsminister i Mette Fredriksens S-regering. 
Udover frivilligt politisk arbejde har Jesper Petersen været frivillig leder i Hammelev Sogns UngdomsForenings (HSUF) badmintonafdeling som ungdomstræner. 